# Фаустина (съпруга на Констанций II)
Вижте пояснителната страница за други личности с името Фаустина.
Фаустина (на латински: Faustina) e третата съпруга на римския император Констанций II. Тя му ражда единственото му дете, Констанция.

## Живот
Фаустина се омъжва за Констанций в Антиохия в началото на 361 г., малко след смъртта на предишната му съпруга Евсебия (на латински: Flavia Eusebia) през 360 г. Още когато е бременна, Констанций умира. Нов император става братовчед му Юлиан Апостат. Как са живели Фаустина и нейната дъщеря през времето на император Юлиан Апостат (361 – 363) и Йовиан (363 – 364) не се знае. Двете се споменават отново едва през 365 г., когато узурпатор Прокопий ги взема от Константинопол със себе си на своя поход. После на носилка с дъщеря си придружава Прокопий в боя против Валенс.
Дъщерята на Фаустина Констанция се омъжва по-късно за император Грациан (375 – 383) и свърза така Константиновата и Валентиниановата династии.